# Свідницький повіт (Люблінське воєводство)
Свідницький повіт (пол. powiat świdnicki) — один з 20 земських повітів Люблінського воєводства Польщі.
Утворений 1 січня 1999 року в результаті адміністративної реформи.

## Загальні дані
Повіт знаходиться у центральній частині воєводства.
Адміністративний центр — місто Свідник.
Станом на 1.01.2008 населення становить 72 472 осіб, площа 468,33 км².

## Демографія
Демографічні дані повіту станом на 30.06.2005:
|       | Всього | Всього | Жінки  | Жінки | Чоловіки | Чоловіки |
| ----- | ------ | ------ | ------ | ----- | -------- | -------- |
|       | осіб   | %      | осіб   | %     | осіб     | %        |
| Повіт | 72 282 | 100    | 37 245 | 51,5  | 35 037   | 48,5     |
| Міста | 42 685 | 100    | 22 130 | 51,8  | 20 555   | 48,2     |
| Села  | 29 597 | 100    | 15 115 | 51,1  | 14 482   | 48,9     |